# هاکوپ کاراپنتس
هاکوپ کاراپنتس (ارمنی: Յակոբ Կարապենց; انگلیسی: Hakob Karapents؛ ۹ اوت ۱۹۲۵ – ۲۰ اکتبر ۱۹۹۴) یک نویسنده ایرانی ارمنی‌تبار مقیم ایالات متحده آمریکا بود.

## زندگی‌نامه
هاکوپ کاراپنتس در اوت ۱۹۲۵، در خانوادهای ارمنی، در تبریز، چشم به جهان گشود. کاراپنتس در ۱۹۴۷م برای ادامهٔ تحصیل به ایالات متحده عزیمت کرد. او ابتدا از دانشگاه کانزاس و سپس از دانشگاه کلمبیا، در رشتهٔ خبرنگاری، فارغ‌التحصیل شد. وی از ۱۹۵۴–۱۹۷۹م مدیریت بخش ارمنی صدای آمریکا را بر عهده داشت. هاکوپ کاراپنتس فعالیت ادبی خود را با سرودن شعر آغاز کرد اما خیلی زود به نثر روی آورد وی در ۱۹۹۴م، در بوستون آمریکا، درگذشت و در همان‌جا به خاک سپرده شد.

## نگارخانه

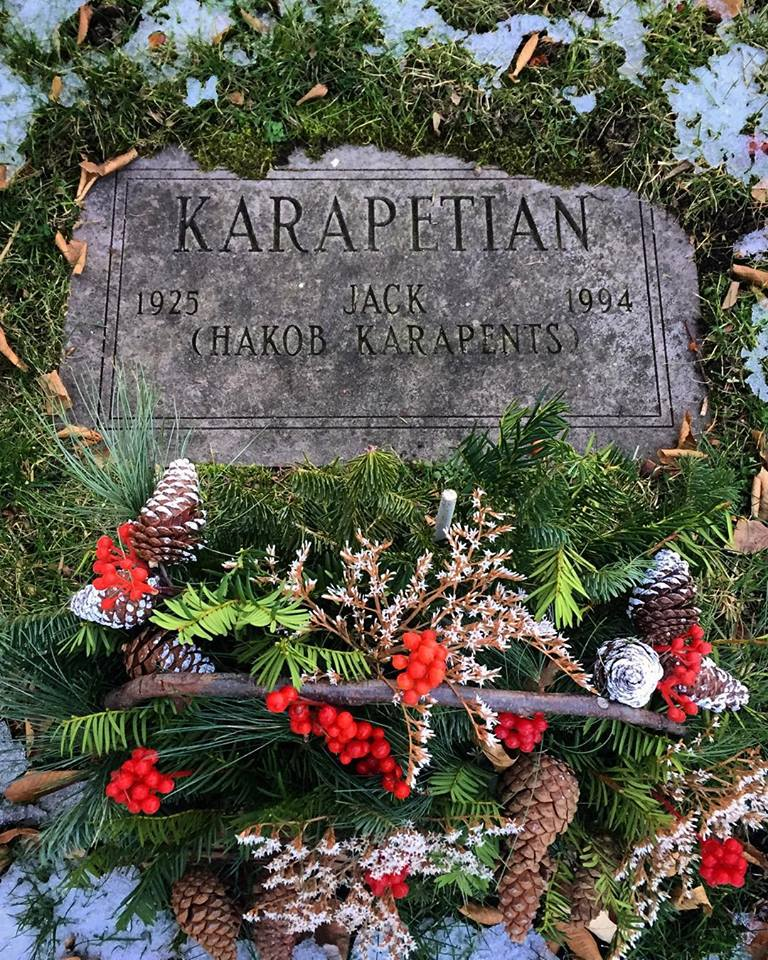

## بخشی از آثار
1. کتاب آدم
2. یک انسان و یک سرزمین
3. میانجی